# Новоселовка (Аулієкольський район)
Новосе́ловка (каз. Новоселов) — село у складі Аулієкольського району Костанайської області Казахстану. Адміністративний центр Новоселовського сільського округу.
Населення — 587 осіб (2021; 700 у 2009, 811 у 1999, 873 у 1989).